# Кийко Григорій Іванович
Григорій Іванович Кийко (27 червня 1951, с. Цілуйкове, Луганська область, Українська РСР – 2 жовтня 2014, Мінськ, Білорусь) – білоруський художник, ветеран Партії БНФ, один із ініціаторів меморіалу в Курапатах, член Білоруської спілки художників, мистецька громада «Пагоня», політичний в'язень Білорусі, в'язень совісті.

## Життєпис
Народився в с.Цілуйкове Луганської області в родині вчителя. Незабаром сім’я переїхала до рідного міста матері, Бобруйська. У 1980 р. Григорій Кийко закінчив Білоруський театрально-мистецький інститут за спеціальністю «Кераміка». У партії БНФ з моменту утворення руху і партії. Після розколу БНФ, у 1999 році стає членом Консервативно–християнської партії.
Брав участь у першій масовій акції демократичної опозиції на мітингу–реквіємі «Дзяди» 30 жовтня 1988 року. Деякий час працював бібліотекарем у церкві святих Симона та Олени в Мінську. У 1997 році в храмі святих Симона та Олени в Мінську відбулася виставка творів Григорія Кийко «Білоруський космос». Його кілька разів затримувала поліція. У 1996 р. Р. Кийко був засуджений до восьми днів ув’язнення за участь у пікеті біля СІЗО № 1 на підтримку громадян України, затриманих у Мінську під час Чорнобильського шляху.
1 квітня 1997 р. Р. Кийко був ув’язнений і звинувачений у хуліганстві під час святкування Дня Волі 23 березня 1997 р., що призвело до сутичок із поліцією того дня. Загалом, у справі Дня Волі – 97, крім Р. Кийко, було звинувачено ще 4 особи: Володимир Лисько, Анатолій Сорокін, Алесь Коваль, Алесь Бондарау. Незабаром справу було перекваліфіковано. Всім затриманим було пред'явлено звинувачення в організації та активній участі у заворушеннях. Три місяці Григорія Кийко тримали в мінському СІЗО, а в липні 1997 року відпустили під заставу. Розгляд справи розпочався 30 жовтня 1997 р.. Був засуджений 16 грудня 1997 р. за ст. 186 та 187 Кримінального кодексу за «опір працівникам поліції» та «агресивні дії з метою заподіяння шкоди» до двох років обмеження волі примусовою працею. На такий же термін ув'язнення засуджено В. Лисько. А. Бондаров, А. Коваль, а А. Сорокін були засуджені до двох років виправних робіт за місцем роботи з 20% зарплати. Він відбував покарання у спеціальній комендатурі Зембіна поблизу Борисова. Фізично працював у колгоспі, потім художником на Борисівському художньому заводі. Був звільнений 26 січня 1999 року.
Міжнародною амністією була оголошений в'язнем сумління. Григорій Кийко продовжував свою політичну діяльність. У День Волі 2000 року був жорстоко затриманий у центрі Мінська разом зі своєю дружиною та дочкою Наталією. У 2001 році був учасником оборонного табору Курапати, одним із авторів Народного меморіалу «Алея хрестів», зробив і поставив дерев’яні хрести. Брав участь у акціях протесту проти розширення шосе, що проходило через некрополь. 8 листопада 2001 року Григорій Кийко був жорстоко побитий спецназом у таборі захисників Курапат, затриманий разом із дочкою Лілією та засуджений до штрафу. Постійно займався меморіалізацією Курапат. 27 липня 2003 року члени організації «Зубр» провели несанкціонований пікет на Майдані Незалежності на честь 13–ї річниці підписання Декларації про незалежність Білорусі. Р. Кийко виходив із церкви св. Саймон і Олена в той час, коли поліція затримувала пікетників, і кинувся їх захищати. Його також затримали.
Р. Кійко був учасником пртестів на площі Каліновського в Мінську після президентських виборів у березні 2006 року.
Одружений. Мав дві доньки – Наталю та Лілю. Наталя була активісткою «Молодого фронту». 
Помер 2 жовтня 2014 року в 10–й клінічній лікарні Мінська від раку. 